# Pantelleria
Pantelleria (tiếng Sicilia: Pantiddirìa), Cossyra cổ đại (Malta: Qawsra, nay là Pantellerija), là một hòn đảo thuộc Ý trong eo biển Sicilia thuộc Địa Trung Hải, nằm cách phía tây nam Sicilia 100 km (62,1 mi) và cách bờ biển phía đông Tunisia 60 km (37,3 mi). Về mặt hành chính, Pantelleria là một comune thuộc tỉnh Trapani, Sicilia. Với diện tích 83 km2 (32 dặm vuông Anh), nó là đảo núi lửa vệ tinh lớn nhất của Sicilia.